# Aqrakamani
Aqrakamani war ein nubischer König. 
Er ist von einer demotischen Inschrift bekannt, die sich bei ad-Dakka in Unternubien fand und in sein drittes Regierungsjahr datiert. Eine zweite Inschrift mag ihn einst genannt haben, doch ist der Name verloren. Die Inschriften müssen in eine Zeit gehören, als Unternubien unter nubischer Herrschaft stand, was um 29 und 25 v. Chr. der Fall war. In der Inschrift wird auch seine Mutter Naytal genannt.